# Страделла
Страделла (итал. Stradella) — город в Италии, располагается в регионе Ломбардия, подчиняется административному центру Павия.
Население составляет 10 922 человека (на 2004 г.), плотность населения составляет 596 чел./км². Занимает площадь 18 км². Почтовый индекс — 27049. Телефонный код — 0385.
Покровителями коммуны почитаются святые Набор и Феликс. Праздник ежегодно празднуется 12 июля.